# Esteatose
Esteatose, também chamada de transformação gordurosa ou lipidose é uma degeneração caracterizada pelo acúmulo anormal e reversível de lipídeos no citoplasma de células parenquimatosas, hepatócitos, fibras do miocárdio, onde normalmente lipídeos não seriam evidenciados histologicamente, formando vacúolos em conseqüência de desequilíbrios na síntese, utilização ou mobilização.
Como o fígado é o órgão diretamente relacionado com o metabolismo lipídico, é nele que vamos encontrar mais comumente a esteatose. A esteato-hepatite não-alcoólica (EHNA, ou NASH, do inglês "nonalcoholic steatohepatitis") é uma doença hepática gordurosa não alcoólica (DHGNA) onde a presença da esteatose está relacionada a uma inflamação no fígado (hepatite). Assim, a esteatose hepática ("fígado gorduroso") e a EHNA são apresentações diferentes da DHGNA, sendo que a primeira pode evoluir para a segunda. 
A cirrose de causa indefinida (criptogênica) onde observa-se esteatose, mas não há sinais de EHNA ativa, também está classificada como DHGNA.
A DHGNA é o conjunto de doenças gordurosas do fígado não relacionadas ao uso de álcool. A esteatose hepática, ou "fígado gorduroso", é o simples acúmulo de gorduras nas células do fígado, enquanto que a esteato-hepatite é o acúmulo de gorduras com inflamação do fígado.
Não há nenhum exame que distingue a esteatose decorrente do uso de álcool da DHGNA, portanto só podemos considerar como DHGNA se não houver histórico de uso de álcool ou se a quantidade ingerida for insuficiente para causar a esteatose. Geralmente considera-se que um consumo inferior a 20 gramas de álcool por semana seria seguro, mas pessoalmente considero que a variação na sensibilidade individual exige a abstinência completa de qualquer quantidade de álcool por no mínimo 3 meses para excluir a influência desse.
Hoje, o termo DHGNA já é insuficiente para descrever essa patologia. Já temos mais informações sobre situações completamente diferentes que podem levar à inflamação observada na EHNA, com prognósticos e tratamentos distintos. Há uma tendência a se considerar como DHGNA apenas as esteatoses relacionadas a síndrome metabólica, mas atualmente a definição acima se mantém.
- Epidemiologia
Avaliar quantas pessoas são portadoras de DHGNA é difícil, não há nenhum método próximo do ideal para realizar essa investigação. O método mais simples é a realização de ultrassonografia, que demonstra achados sugestivos de esteatose ("fígado brilhante") em mais de 16% das pessoas saudáveis não obesas e em cerca de 95% dos obesos que fazem uso de álcool. Outros pesquisadores procuraram determinar a porcentagem de portadores na população a partir de dados de necrópsia (exames em cadáveres) ou outros métodos de imagem, como tomografia computadorizada e ressonância nuclear magnética, mas nenhum dos exames de imagem pode diferenciar com segurança apenas a esteatose de esteato-hepatite.
-Etiologia
Muitas doenças podem se manifestar no fígado como esteatose associada ou não à inflamação. Algumas estão associadas a distúrbios no metabolismo de gordura em todo o organismo com o acúmulo de gordura no fígado, mas não necessariamente. Medicamentos e substâncias tóxicas como a tetraciclina podem levar a inflamação e degeneração gordurosa do fígado através de lesão nas mitocôndrias do fígado, levando à incapacidade de metabolizar adequadamente as gorduras no órgão e ainda levar à destruição de células e inflamação. Outras doenças como as doenças inflamatórias intestinais (doença de Crohn, retocolite ulcerativa) podem causar esteatose e inflamação pelo aumento de proteínas inflamatórias e produtos bacterianos que chegam ao fígado pela veia porta. Outras ainda podem ser erroneamente diagnosticadas como esteatose por confundirem exames de imagem (como a doença de Wilson e a hemocromatose), ou o anátomo-patológico (como nas glicogenoses, onde o acúmulo de glicogênio pode ser confundido com esteatose tanto na biópsia quanto nos exames de imagem).
-Esteatose
O acúmulo de gordura no interior dos hepatócitos é um mecanismo natural, utilizado para estocar energia. A quantidade de energia acumulada na gordura é muito maior que no açúcar ou na proteína, podendo fornecer ao organismo grande quantidade de energia nos momentos de necessidade. O fígado mantém dois grandes estoques de energia: a gordura (especialmente na forma de triglicérides, também chamados de triacilgliceróis) e o glicogênio, que é uma glicose alterada para ser estocada. Quando permanecemos em jejum e o nível de açúcar no sangue diminui, hormônios enviam sinal ao fígado para transformar o glicogênio em glicose e manter o organismo funcionando. Se a falta de comida persistir, a gordura começa a ser utilizada, mas este processo é mais demorado. 

Além disso, estudos sugerem que as células esteladas do fígado tentam controlar os níveis de colesterol no sangue transportando o excesso de gorduras para dentro do fígado. Os coelhos, por exemplo, que não tem células esteladas, sofrem muito mais com o excesso de colesterol.

-Há vários motivos pelos quais o metabolismo natural de gordura pode ser alterado e levar à DHGNA:O mais estudado está relacionado a resistência dos tecidos ao hormônio insulina, que regula e influencia todos os processos metabólicos que envolvem açúcares e gorduras. Com a resistência à insulina, há aumento da lipólise (transformação dos lipídeos em ácidos graxos, especialmente na forma de triglicérides), com o aumento no aporte de ácidos graxos ao fígado.(Triglicérides são moléculas formadas por uma molécula de glicerol esterificada a três moléculas de ácidos graxos. 

Na figura, o glicerol está à esquerda e os três ácidos graxos, de cima para baixo, são ácido palmítico, ácido oléico e ácido alfa-linoléico. 

Os triglicérides são "desmontados" no intestino, absorvidos e depois podem ser novamente montados no fígado e depositados neste ou nas células de gordura, aonde normalmente tem a função primária de servir como reserva de energia.)

A dieta rica em carboidratos, por oferecer grande quantidade de energia, permite ao organismo estocar a energia excedente, principalmente na forma de triglicérides (a presença de triglicérides em grande quantidade no organismo não significa necessariamente a ingestão de grande quantidade de gordura, pois mesmo dietas com pouca gordura, em pessoas com distúrbios metabólicos que estimulam a produção de gorduras no organismo, poderão apresentar níveis assustadoramente altos de lipídeos), que são produzidos e acumulados no fígado.
A metabolização de ácidos graxos, realizada em grande parte no interior das mitocôndrias, pode estar prejudicado. 
Essa hipótese é sustentada pela demonstração de redução na atividade de genes que atuam na função mitocondrial em portadores de EHNA. 

A própria esteatose pode levar a um processo de retroalimentação positiva ("círculo vicioso") que estimula os processos anteriores.Estudos recentes estão ajudando a esclarecer porque o grau de obesidade e de hipertrigliceridemia (excesso de triglicérides) não está necessariamente relacionado à presença de esteatose e esteato-hepatite e porque há uma tendência a familiares de portadores de DHGNA e EHNA a terem maior risco da doença do que pessoas semelhantes. Diversos genes foram relacionados à maior risco de DHGNA, mas ainda resta saber como esses genes desencadeiam a doença e, mais importante, se distúrbios genéticos diferentes darão origem a tratamentos específicos e mais eficazes para cada situação.

## Metabolismo lipídico
Jorge, Dr Stéfano Gonçalves. «ESTEATOSE HEPÁTICA E ESTEATO-HEPATITE NÃO ALCOÓLICA (EHNA)». Consultado em 11 de agosto de 2012